# بوتاكزمين
بوتاكزمين (INN, يعرف أيضا ب بوتوكزمين), وهو عبارة عن مستقبلة أدرينية حاضرة بيتاوية  يتم استخدامه بشكل أساسي في الحالات التجريبية حيث يكون الحاصر البيتاوي المفروض على مستقبلات β2 ضروريًا لتحديد نشاط الدواء (أي إذا كان مستقبل بيتا-2 محجوبًا بالكامل، ولكن التأثير المعطى ما زال موجودًا، فإن التأثير المحدد ليس سمة من سمات مستقبلاتβ2). لا يوجد لديه استخدام سريري. والاسم البديل له هو α- (1- [tert-butylamino] ethyl) -2,5-dimethoxybenzyl alcohol.